# 天鷹座
天鷹座是赤道带星座之一；在天箭座之南，人马座之北，大部分在银河内。

## 神話
根據加文·懷特（Gavin White）的說法，巴比倫鷹的爪子上抓著一個叫做「死者」的星座。作者也與安提諾烏斯和蓋尼米德的經典故事進行了比較。
在古典希臘神話中，天鷹座被稱為“Aetos Dios”，是宙斯派來攜帶雷電的雄鷹，將他想要的牧童蓋尼米德帶到奧林匹斯山。水瓶座有時被認為是蓋尼米德的化身。
在古典希臘神話中有三個說法：
伽倪墨得斯據說是特洛伊的王子。有一天，他替父親看羊時，宙斯在天空經過，一見伽倪墨得斯即對他迷戀，宙斯變身成一隻鷹擄走伽倪墨得斯到奥林匹斯山，（有些版本說宙斯遣一隻鷹捉走伽倪墨得斯），此鷹就是天鷹座，而伽倪墨得斯從此成為宙斯身旁的倒酒僮。
宙斯為追求復仇女神涅墨西斯（Nemesis）將自己變成天鵝，並命令愛神阿佛洛狄忒變成一隻鷹追捕自己，博取涅墨西斯同情，後來經過一番轉折，終得美人芳心，宙斯為紀念此事，將天鵝和鷹一同升上天空，成為天鵝座和天鷹座。天鷹為宙斯之寵物，是替宙斯攜帶雷電的使者。
在中國的七夕愛情故事中，河鼓二（又称牛郎星）和兩個孩子（河鼓一和河鼓三）與織女星永遠分離，織女在銀河的另一邊。
在印度教中，天鷹座被認為是半鷹半人的神迦樓羅。
在古埃及，天鷹座可能被視為荷魯斯的獵鷹 。根據貝裡奧的說法，天鷹座是埃及星座，而不僅僅是希臘-巴比倫星座，這一點得到了達瑞西黃道帶的證實。它的外環描繪了Sphaera Graeca（熟悉的希臘化黃道十二宮），而中環描繪了Sphaera Barbarica 或外國人的黃道十二宮，帶有埃及黃道十二宮標誌，並由巴比倫的透克羅斯所記錄。射手座的標誌下方是荷魯斯之鷹，大概是因為天鷹座與射手座一起升起。

## 深空天体
- 星云、星团
  - NGC 6751——这是一个行星状星云。
  - NGC 6755——这是一群星等不超过+11等的恒星团。
  - NGC 6760——这个星团看起来像一条微暗薄雾。
  - NGC 6781——这是一个行星状星云，它是一个相当黯淡的星云，很平滑，南部边缘更亮一点。
  - W49B——超新星遗迹。

## 重要主星
河鼓二是這個星座中最亮的恆星，也是離地球最近的肉眼恆星之一，距離地球17光年。它的名字來自阿拉伯語al-nasr al-tair，意思是「飛翔的雄鷹」。河鼓二的星等為0.76等。它是夏季大三角的三顆恆星之一。它是一顆A型主序星，質量是太陽的1.8倍 ，光度是太陽的11倍。由于恆星高速的自转，河鼓二的形状更像一个椭球体，赤道鼓而两极平。
| 西方星名 | 中國星官           | 英文名        | 英文含意   | 視星等 |
| -------- | ------------------ | ------------- | ---------- | ------ |
| 天鷹座α  | 河鼓二（牛郎星）   | Altair        | 上升的鷹   | 0.76   |
| 天鷹座β  | 河鼓一             | Alshain       | 獵鷹/皇家  | 3.71   |
| 天鷹座γ  | 河鼓三             | Tarazad       | 掠劫的獵鷹 | 2.72   |
| 天鷹座δ  | 右旗三             | -             | -          | 3.36   |
| 天鷹座ζ  | 吳越（天市左垣六） | Deneb el Okab | 獵鷹的尾巴 | 2.99   |
| 天鷹座η  | 天桴四             | -             | -          | 3.87   |
| 天鷹座θ  | 天桴一             | -             | -          | 3.24   |
| 天鷹座ι  | 右旗五             | Al Thalimain  | -          | 4.36   |
| 天鷹座κ  | 右旗八             | Al Thalimain  | -          | 4.93   |
| 天鷹座λ  | 天弁七             | -             | -          | 4.34   |
| 天鷹座μ  | 右旗一             | -             | -          | 4.45   |
| 天鷹座ρ  | 左旗九             | -             | -          | 4.94   |
| 天鷹座σ  | 右旗二             | -             | -          | 5.18   |
| 天鷹座ν  | 右旗四             | -             | -          | 4.66   |
| 天鷹座12 | 天弁六             | -             | -          | 4.02   |
| 天鷹座14 | 天弁九             | -             | -          | 5.40   |
| 天鷹座15 | 天弁八             | -             | -          | 5.40   |
| 天鷹座42 | 右旗七             | -             | -          | 5.45   |
| 天鷹座56 | 右旗九             | -             | -          | 5.76   |
| 天鷹座58 | 天桴三             | -             | -          | 5.60   |
| 天鷹座62 | 天桴二             | -             | -          | 5.67   |
| 天鷹座69 | 離珠四             | -             | -          | 4.91   |
| 天鷹座70 | 離珠一             | -             | -          | 4.91   |
| 天鷹座71 | 離珠二             | -             | -          | 4.31   |

## 外部連結
维基共享资源上的相關多媒體資源：天鹰座